# 전광환
전광환(田廣煥, 1982년 7월 29일 ~ )은 대한민국의 전 축구 선수 출신 축구 지도자이다. 현재 강릉제일고등학교의 감독이다.
2015년 8월 23일 충주 험멜과의 K리그 챌린지 28라운드 경기에서 200경기 출장 기록을 달성하였다.

## 학력
- 울산대학교
- 강릉제일고등학교
- 주문진중학교